# Jurij Devetak
Jurij Devetak, risar, ilustrator, stripar, * 20. januar 1997, Trst.

## Življenje in delo
Jurij Devetak se je rodil v Trstu, oče Boris, a je od vedno živel v Nabrežini. Obvezno šolanje je opravil v domačem kraju na slovenskih šolah, nato se je vpisal na slovenski tehniški državni zavod Jožef Štefan v Trstu, kjer je maturiral leta 2016. Nato je zaključil triletni študi na privatni akademiji za strip Scuola Internazionale di Comics v Padovi.
Jurij Devetak je izredno rad risal že od osnovne šole dalje. Vedno je imel pri sebi svinčik in je kaj narisal na prvi papirček, ki ga je imel na razpolago. Svoj naravni talent je v risarski akademiji v Padovi izredno nadgradil, prvo razsatvo risb je postavil že leta 2019 v Bambičevi galeriji na Opčinah v sklopu projekta Mladi za(s)klad na pobudo Sklada Mitja Čuk. Nalov razstave portretov je bil Pa vendar nasmejani in tako je postal poznan širši publiki, ni pa mu uspelo, da bi razstavo še kje postavili, saj se je ravno začela svetovna epidemija Covida z vsemi svojimi posledicami. A prav izolacija v epidemiji je prispevala, da je stopil v (najprej le telefonski) stik s pisateljem Borisom Pahorjem, ki mu je dovolil, da bi uresničil njegov roman Nekropola v stripu. Risoroman je izšel leta 2022 pri Mladinski knjigi in je imel velik uspeh. Naslednje leto so roman v stripu prevedli tudi v italijanščino in nemščino. Leta 2023 je za slovensko verzijo romana prejel nagrado Zlatirepec, ki je slovenska stripovska nagrada.
Leta 2023 je Devetak skupaj z Markom Kravosem izdal knjigo (spet v slovenščini, italijanščini in nemščini) Deva iz Devina in trije junaki. Knjiga si je prislužila založniško nagrado Zlata hruška 2024.
Leta 2019 je za Slovensko zamejsko numizmatično društvo Janeza Vajkarda Valvasorja in založbo Mladika narisal portret Alojza Rebule, ki so ga nakovali na spominski medalji.